# Zinkografi
Zinkografi er en betegnelse i al almindelighed for billeder og lignende, som ad fotografisk vej er overført på en zinkplade i syreresistent materiale derefter ætses billedet ned i zinkpladen, og efter rensning af pladen er den klar til brug til mangfoldiggørelse i bog- og stentryk. Metoden findes i flere variater og udvikledes omkring 1800.
Zinkografi blev udviklet af Carl Aller.